# МТТ (детонирующее устройство)
МТТ — устройство передачи детонации разработки СССР. Используется в комбинации с противотанковыми минами для борьбы с тяжелой бронетехникой, оснащенной противоминными катковыми тралами.

## Конструкция
Состоит из детонирующего шнура в пластиковой оболочке, двух капсюлей-детонаторов и двух ниппелей с ограничителями. Комплектуется двумя тротиловыми шашками весом 0,4 кг каждая.

## Принцип действия
Устройство передачи детонации используется для того, что бы инициировать подрыв одной противотанковой мины в момент подрыва другой. Длина детонирующего шнура и расположение мин выбирается таким образом, чтобы при наезде противоминного трала на вторую мину, сам танк находился над первой.

## Тактико-технические характеристики
Общий вес, кг — 0,8
Общая длина, м — 6
Срок сохранения боеспособности при нахождении в грунте — до 1 года